# 馬場下町
馬場下町（日语：／ Babashitachō */?）是東京都新宿區的町名。不設町番，未實施住居表示。2013年8月1日為止的人口有482人。郵遞區號為162-0045。

## 地理
位於新宿區北部。北臨戶塚町一丁目，東北部、東部接早稻田町，東南連喜久井町，西南通戶山，西連西早稻田。早稻田通沿線商店、大樓林立，附近有許多早稻田大學的通學學生。其他地區主要為住宅區。
早稻田通通過，以町內的馬場下町交差點（舊穴八幡交差點）為起點的諏訪通向西延伸。此外，以町內的早稻田站前交差點為起點的夏目坂通向南延伸。

## 歷史
1645年（正保2年）為蔭涼山濟松寺領。1745年（延享2年）成立牛込馬場下橫町。

### 地名由來
位於「高田馬場」為起點的八幡坂下方而得名。

## 交通

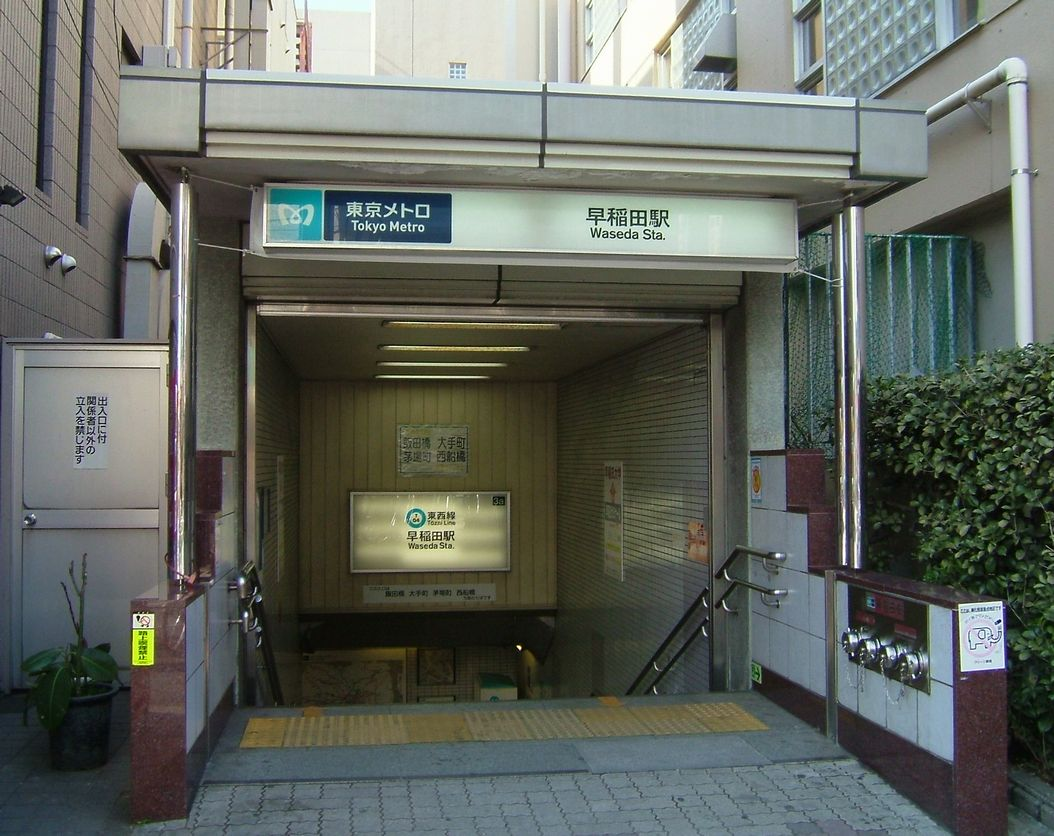
東京地下鐵早稻田站

早稻田通下是東京地下鐵東西線早稻田站。早稻田通沿線巴士十分便利。

## 設施
- 新宿馬場下郵便局
- 早稻田中學校、高等學校

## 備註
1. ↑  『角川日本地名大辞典 13　東京都』、角川書店、1991年再版、P878
2. ↑  .   [2013-08-10]. （原始内容存档于2014-08-19）. （页面存档备份，存于）

## 外部連結
- 新宿區役所 （页面存档备份，存于）